# Contracte intel·ligent
Contracte intel·ligent, en ciència de la computació, és un protocol de programari que facilita la negociació de contractes. L'objectiu és de proveir de major seguretat i rapidesa, amb menor cost als contractes legals tradicionals. Els contractes intel·ligents estan associats amb el concepte de criptomoneda. La idea inicial va ser proposada per Nick Szabo el 1996.

## Implementacions
La implementació més important de contractes intel·ligents va ser en la plataforma blockchain d'Ethereum. També es poden esmentar Namecoin, Ripple (Codius) i Automated Transactions.
Exemples D'aplicació: 
- Per analogia amb l'oferta pública inicial, s'està introduint la ubicació principal de la cadena de blocs: un mètode de finançament col·lectiu per organitzar noves empreses. Segons el memoràndum publicat, els inversors envien fons al compte del contracte intel·ligent corresponent, rebent a canvi bitllets que exerceixen el paper d'accions en aquesta startup. A l'agost del 2017, el volum d'inversions en ICO és de 550 milions de dòlars.[6]
- Serveis financers descentralitzats (DeFi): protocols sense custòdia per a préstecs contra la seguretat d'actius digitals i plataformes per negociar tokens i derivats.[7][8]
- Organització Autònoma Descentralitzada: un mecanisme per coordinar les activitats d'un grup de persones per assolir objectius comuns, les regles dels quals es poden establir en forma de contractes intel·ligents.[9]
- Hi ha una idea per crear un producte descentralitzat basat en Ethereum similar a Facebook, on els usuaris tindran control total sobre les seves pàgines personals, cosa que els donarà l'oportunitat de rebre ingressos publicitaris ells mateixos, en lloc de qualsevol empresa.
- Automatització dels serveis bancaris: finançament de la cadena de subministrament, préstecs hipotecaris, préstecs per a petites empreses.
- Optimització dels processos comercials d‟assegurances (en termes de comptabilitat d‟assegurances i gestió de documents), així com processos per processar reclams d‟assegurances i pagar indemnitzacions en casos típics d'assegurances.
- La possibilitat de crear un mercat de valors sense la participació d'una borsa de valors o una cambra de compensació. La implementació dels acords no requereix els serveis d'advocats, ni plataformes protegides de l'accés no autoritzat per a la votació, les urnes, sense necessitat de comptar vots, sense processament de paperetes per part de l'organisme electoral i sense la participació d'un centre sociològic.